# Spathognathodontidae
Famille
Genres de rang inférieur
- † Flajsella
- † Lanea
- † Ozarkodina
- † Spathognathodus
- † Tortodus
- † Wurmiella
- † Zieglerodina

Les Spathognathodontidae constituent une  famille éteinte de conodontes de l'ordre des Ozarkodinida. Les espèces des différents genres se retrouvent dans des terrains datant du Silurien au Dévonien, avec une répartition mondiale.

## Phylogénie
```
o 
Conodonta
 (éteint)
└─o 
Ozarkodinida
 (éteint)
  ├─o 
Spathognathodontidae
 (éteint)
  ├─o 
Pterospathodontidae
 (éteint)
  └─o
    ├─o 
Kockelellidae
 (éteint)
    └─o 
Polygnathacea
 (éteint)
      ├─o
      │ ├─o 
Polygnathidae
 (éteint)
      │ └─o
      │   ├─o 
Palmatolepidae
 (éteint)
      │   └─o 
Anchignathodontidae
 (éteint)
      └─o
        ├─o 
Elictognathidae
 (éteint)
        └─o
          ├─o
          │ ├─o 
Gnathodontidae
 (éteint)
          │ └─o 
Idiognathodontidae
 (éteint)
          └─o
            ├─o 
Mestognathidae
 (éteint)
            └─o
              ├─o 
Cavusgnathidae
 (éteint)
              └─o 
Sweetognathidae
 (éteint)
```

Les Spathognathodontidae sont à la base du groupe des conodontes ozarkodinides où ils sont le taxon frère des Pterognathodontidae.